# Byszyno
Byszyno (niem. Boissin) – wieś sołecka w Polsce położona w województwie zachodniopomorskim, w powiecie białogardzkim, w gminie Białogard. W latach 1975–1998 wieś należała do województwa koszalińskiego. W roku 2007 wieś liczyła 204 mieszkańców.
Osada wchodząca w skład sołectwa: Przegonia.

## Geografia
Wieś leży w odległości ok. 9 km na południe od Białogardu, przy bocznej drodze w kierunku Stanomina, na prawym brzegu rzeki Parsęty, wśród lasów, o zwartej zabudowie szachulcowej i murowanej pochodzącej z poł. XIX wieku. Jest miejscowością turystyczno-wczasową w pobliżu dwóch jezior:
- Rybackiego o pow. 15 ha, które jest największym jeziorem gminy
- Byszyńskiego o pow. 7 ha

## Zabytki i atrakcje turystyczne
- kościół parafialny pw. Matki Bożej Częstochowskiej, neoromański z XIX wieku, znajduje się we wsi. Kościół rzymskokatolicki należący do dekanatu Białogard, diecezji koszalińsko-kołobrzeskiej, metropolii szczecińsko-kamieńskiej. Budynek murowany, został wzniesiony w środku wsi z głazów narzutowych i cegły, bez prezbiterium i bez wieży[3]. Otwory wejściowe i okienne zakończone łukiem półokrągłym. Dach dwuspadowy, kryty dachówką. Sufit płaski, drewniany, belkowany. Chór muzyczny prosty, wsparty na dwóch drewnianych słupach. Ostatnio dobudowano zakrystię, kruchtę i dzwonnicę.
- budynki mieszkalne o konstrukcji ryglowej - zagroda nr 40 i 55; budynek bramny o konstrukcji ryglowej i szkieletowej - zagroda nr 32; stodoła o konstrukcji ramowej - zagroda nr 57; stodoła i budynki inwentarskie o konstrukcji ramowej - zagroda nr 63
- osada na wyspie palowej z VIII / IX wieku, w południowej części jeziora Byszyńskiego. Obecnie na terenie jeziora organizowane są zabawy paintballowe, ogniska oraz inne imprezy okolicznościowe
- występują tutaj dwa cmentarze założone w XIX wieku:
  - czynny, z wysoką zielenią oraz zachowanym układem przestrzennym
  - ewangelicki, nieczynny, porośnięty lilakiem o pow. 0,09 ha, z dwoma okazałymi drzewami - jesionem o obw. 270 cm oraz topolą o obw. 350 cm[4].

## Przyroda
Po obu stronach drogi Czarnowęsy-Byszyno rosną takie drzewa jak: jesion wyniosły, klon zwyczajny, lipa drobnolistna o obw. 184 - 250 cm, które tworzą aleję o długości 2950 m. 

## Turystyka
Przez wieś wiedzie lokalny, turystyczny szlak rowerowy: Szlakiem najstarszych śladów osadnictwa na Ziemi Białogardzkiej.
We wsi gospodarstwo agroturystyczne, nad jeziorem Byszyńskim znajduje się ośrodek wypoczynkowy,.

## Gospodarka
W Byszynie funkcjonuje wodociąg grupowy zaopatrujący wieś oraz Przegonię. 

## Kultura i sport
W Byszynie jest świetlica wiejska oraz boisko sportowe.
Ludowy Zespół Sportowy we wsi to "Huragan" Byszyno, należący do Gminnego Zrzeszenia LZS.

## Komunikacja
W Byszynie swój początek bierze droga wojewódzka nr 169, która stanowi połączenie z Tychowem i dalej Bobolicami.
Jest tutaj przystanek komunikacji autobusowej.